# Sikorsky HH-60 Pave Hawk
Sikorsky HH-60 Pave Hawk je helikopter za borbeno traganje i spašavanje (combat search and rescue - CSAR) s dva turboosovinska motora,  u službi Ratnog zrakoplovstva SAD-a, projektiran na osnovi helikoptera UH-60 Black Hawk i drugih helikoptera iz obitelji Sikorsky S-70. 

## Vanjske poveznice
|  | Zajednički poslužitelj ima stranicu o temi UH-60 |